# Meadow Bridge
Meadow Bridge is een plaats (town) in de Amerikaanse staat West Virginia, en valt bestuurlijk gezien onder Fayette County.

## Demografie
Bij de volkstelling in 2000 werd het aantal inwoners vastgesteld op 321.
In 2006 is het aantal inwoners door het United States Census Bureau geschat op 307, een daling van 14 (-4,4%).

## Geografie
Volgens het United States Census Bureau beslaat de plaats een oppervlakte van
1,1 km², geheel bestaande uit land. Meadow Bridge ligt op ongeveer 741 m boven zeeniveau.

## Plaatsen in de nabije omgeving
De onderstaande figuur toont nabijgelegen plaatsen in een straal van 24 km rond Meadow Bridge.